# Shannon Lucio
Shannon Lucio (Denver, 25 juni 1980) is een Amerikaanse actrice en filmproducente.

## Biografie
Lucia werd geboren in Denver, en groeide op in San Antonio (Texas) waar zij de high school doorliep aan de John Marshall High School. Hierna heeft Lucia gestudeerd aan de University of Southern California in Los Angeles.

## Filmografie

### Films
Uitgezonderd korte films.
- 2020 Quad - als Christine
- 2018 Segfault - als Blair
- 2016 Dependent's Day - als Kaylee
- 2015 The Perfect Guy - als Cindy
- 2013 This Thing with Sarah – als Becca
- 2013 Shadow on the Mesa – als Rosalie Eastman
- 2013 Quad – als Christine
- 2012 Satellite of Love – als Catherine
- 2012 The Tin Star – als Sally Flynn
- 2010 Autopilot – als Sara Beatly
- 2008 Say Goodnight – als Lily
- 2008 Fireflies in the Garden – als Ryne
- 2007 Feast of Love – als Janey
- 2007 Graduation – als Polly Deely
- 2006 A House Divided – als Pam Jenks
- 2005 Youthanasia – als Michelle
- 2005 Spring Break Shark Attack – als Danielle Harrison
- 2004 Starkweather – als Caril-Ann Fugate

### Televisieseries
Uitgezonderd eenmalige gastrollen.
- 2020 The Right Stuff - als Louise Shepard - 8 afl.
- 2016 American Horror Story - als Diana Cross - 2 afl.
- 2016 Roots - als Patricia Lea - 2 afl.
- 2010-2014 True Blood – als Caroline Compton – 5 afl.
- 2013 Agents of S.H.I.E.L.D. – als Debbie – 2 afl.
- 2012 Daybreak – als Katherine – 3 afl.
- 2011 The Chicago Code – als Beth Killian – 3 afl.
- 2010 The Gates – als Teresa - 5 afl.
- 2009 Grey's Anatomy – als Amanda – 3 afl.
- 2008 Prison Break – als Trishanne / Miriam Holtz – 11 afl.
- 2004-2005 The O.C. – als Lindsay Gardner – 12 afl.

### Filmproducente
- 2018 Segfault - film
- 2015 Consuming Beauty - korte film
- 2013 Lana - korte film
- 2012 Amen - korte film
- 2012 Home - korte film
- 2010 Grave Dawn - korte film
- 2010 Rock Mafia Presents: The Big Bang - korte film
- 2008 Baggage - korte film

- Gemeinsame Normdatei: 1013973534
- International Standard Name Identifier: 0000 0000 8486 8253
- Library of Congress Control Number: no2010111775
- Virtual International Authority File: 122402455
- WorldCat: E39PBJkdhg8bJ3bdTrH3FpqbBP